# Nickelodeon Nederland
Nickelodeon Nederland is de Nederlandse versie van de Amerikaanse kinderzender Nickelodeon. In België en Nederland is Nickelodeon eigendom van Paramount Benelux.
Het kanaal in Nederland werd gedeeld met Talpa, The Box en Comedy Central. Daarna was tussen 14 februari 2011 en 1 oktober 2015 Nickelodeon in Nederland 24 uur per dag te zien via alle providers. Waarna het kanaal gedeeld werd met Spike. Vanaf 12 december 2016 is Nickelodeon weer 24 uur per dag te zien via Ziggo en sinds 1 maart 2017 ook weer bij andere providers.

## Geschiedenis

### 23 februari 2002: Nickelodeon Nederland
Op Net5 werd Kindernet uitgezonden onder de naam KinderNet 5. Begin 2002 werd Kindernet door MTV Networks Benelux overgenomen en kwam sinds 23 februari 2002 een nieuw programmablok op het kanaal, simpelweg Nickelodeon genoemd. Korte tijd later kreeg Kindernet door de overname van MTV een eigen kanaal en is die zender Kindernet/Nickelodeon gaan heten. Hierbij verhuisde de zender van Net5 naar een nieuw kanaal, wat gedeeld werd met het toenmalige nieuwe Veronica. Dit was als het ware een proefperiode op een digitale zender, welke enkel door mensen met digitale aansluiting te bekijken was (of in gemeenten waar het kanaal door Essent op hun voorproefjes-kanaal, PreviewTV, op de kabel werd doorgegeven, zoals sprake van was in de provincie Noord-Brabant).
Aanvankelijk verzorgde Kindernet/Nickelodeon de dagprogrammering tot 19.00 uur, waarna Veronica het kanaal overnam en verantwoordelijk was voor de programma's in de avonduren. Echter, door een uitzendmodel wat geen succes bleek te zijn (ieder uitgezonden programma werd na uitzenden direct herhaald, wat leidde tot verwarring bij de kijkers) behaalde Veronica lage kijkcijfers en ging als gevolg een groot aantal erotische programma's uitzenden om meer te scoren. Dit had weer als gevolg dat vele programmaraden in diverse gemeenten twijfels kregen of ze dit kanaal nog wel wensten door te geven. Zo besloten de programmaraden van Groningen/Drenthe en Amsterdam de zender van de kabel te halen.
Vanaf 14 juli 2003 stopten de uitzendingen van Veronica in deze vorm en had Nickelodeon het complete kanaal tot zijn beschikking, waardoor het 24 uur per dag kon uitzenden. Kindernet was toen gedegradeerd tot de naam van een peuterblokje in de ochtend, maar na ongeveer een half jaar ging ook dit Nick Jr. heten, naar het Amerikaanse evenbeeld. In de extra nachtelijke uren die door de 24-uur-per-dag-regeling waren vrijgekomen, werden onder de naam Nick at Nite een aantal populaire tekenfilms in de originele versie uitgezonden, zoals SpongeBob SquarePants, Kablam!, Ren & Stimpy en reallife-comedy's als Sabrina The Teenage Witch, Saved by the Bell, Kenan & Kel en Cousin Skeeter, series die ook al in 2002 op KinderNet 5 in het Nickelodeon-blokje in het weekend voorbij kwamen. In 2004 begon Nickelodeon fors aan populariteit te winnen, onder meer door successeries als Zoop en SpongeBob SquarePants, maar ook door in de nacht klassieke Nederlandse kinderreeksen uit te zenden zoals Calimero, De Bereboot en Bassie en Adriaan (wat zelfs op dat tijdstip nog voor redelijk hoge kijkcijfers zorgde, mede door een cult-fanbase van scholieren en studenten).

### Augustus 2005: kanaal gedeeld met Talpa
In september 2004 werd bekend dat John de Mol de avondzendtijd van de Nederlandse Nickelodeon had gekocht, om daar in de toekomst een eigen televisiekanaal te kunnen beginnen. Dit begon op 9 oktober 2004 met de voetbalwedstrijd Nederland - Macedonië, maar de verdere eerste helft van 2005 was er weinig te merken van de aankoop. De losse voetbalwedstrijden werden zelfs uitgezonden onder de vlag van Nickelodeon (met promo's en logo's als "Nickelodeon voor Oranje"). De vaste programmering van Nickelodeon werd slechts sporadisch een avond lang onderbroken voor een verslag en nabeschouwing van een voetbalwedstrijd. Sinds de lancering van De Mols zender Talpa op 16 augustus 2005 kon Nickelodeon nog van 02.00 tot 18.00 uur uitzenden.

### Mei 2005: lancering Nick Jr.
In mei 2005 kreeg Nickelodeon een eerste digitaal zusterkanaal: Nick Jr. Het kanaal richt zich op de allerkleinsten en zendt dag en nacht uit.

### December 2006: verlenging zendtijd tot 20.00 uur
Op 16 december 2006 verhuisde Nickelodeon in Nederland naar het kanaal van The Box, dat tegelijkertijd zijn naam wijzigde in The Box Comedy en later in Comedy Central. 
Tegelijkertijd breidde Nickelodeon, omwille van hoge kijkcijfers, haar zendtijd uit met drie uur. Sindsdien werd Nickelodeon uitgezonden van 05.00 tot 20.00 uur in Nederland en Vlaanderen. 
Wanneer Nickelodeon niet in Nederland werd uitgezonden, werd Comedy Central uitgezonden. Doordat de zender nu drie uur extra zendtijd had, kwamen er een aantal programma's terug die sinds augustus 2005 niet uitgezonden werden vanwege de inkorting van de zendtijd.
Tussen 1 december en 15 december werd Nickelodeon op twee kanalen uitgezonden. Op het kanaal dat ze deelden met Talpa hadden ze tijdelijk nog uitzendtijd van 05.00 tot 18.00 uur, daarna ging Talpa verder. Op het tweede kanaal werd van 05.00 tot 20.00 uur uitgezonden. Gedurende deze weken werd er reclame gemaakt om kijkers te laten overstappen naar de nieuwe zender.

### 1 augustus 2007: lancering twee nieuwe digitale kanalen
Op 1 augustus 2007 startte omwille van het succes van MTV Networks twee nieuwe Nickelodeon-kanalen: Nicktoons en Nick Hits.

### 31 maart 2010: Nickelodeon krijgt nieuw uiterlijk
Op 31 maart 2010 kreeg Nickelodeon een nieuw uiterlijk. Zo kwam er een nieuw logo, dat eind september 2009 ingevoerd was in de Verenigde Staten. In Frankrijk en Wallonië werd de nieuwe stijl al op 16 januari in gebruik genomen. Ook Nick Jr. en Nicktoons hadden de logo's van hun Amerikaanse versie overgenomen. Het Nick Hitslogo bestaat uit een oranje Nick en een paarse Hits, waarbij de i afwijkt van die gebruikt in Nick.

### 14 februari 2011: Nickelodeon 24 uur per dag en introductie TeenNick
Comedy Central verhuisde op 1 januari 2011 naar de zender van TMF (en zendt al vanaf 15.00 uur uit). Hierdoor kreeg Nickelodeon weer heel het kanaal voor zich en zendt dan ook sinds 14 februari 2011 opnieuw 24 uur per dag uit. Vanaf die datum ging om 21.00 uur Nickelodeon over naar TeenNick, een tienerblok dat live-actionseries uitzendt met Nederlandse ondertitels. TeenNick stopte rond 5 uur, waarna de gewone Nickelodeon weer te zien was.

### 2012: Nickelodeon in HD
In april 2012 stelde MTV Networks zijn zenders MTV, Nickelodeon, Kindernet en Comedy Central open voor HD ten behoeve van alle Nederlandse distributiepartijen. Vanaf 3 april waren MTV HD en Comedy Central HD beschikbaar bij UPC (de lancering van Nickelodeon HD was door technische oorzaken echter vertraagd) en later zou Ziggo volgen.

### 1 oktober 2015: TeenNick stopt, Nickelodeon deelt het kanaal met Spike
Op 18 augustus 2015 werd bekendgemaakt dat TeenNick per 1 oktober 2015 wordt stopgezet. Vanaf 1 oktober zond Viacom-zender Spike tussen 21 en 2.30 uur op het kanaal van Nickelodeon. Van 19 september tot 30 september werden de uren van TeenNick beperkt tot 2.30 uur.

### 12 december 2016: Nickelodeon weer 24 uur per dag
Vanaf 12 december 2016 was Nickelodeon weer 24 uur per dag te zien, exclusief via Ziggo. De zender Spike kreeg een eigen kanaal. In de avonduren worden dan Engelstalige programma's met ondertiteling uitgezonden. Vanaf 0:00 worden er cartoons en series van vroeger, zoals Kenan & Kel, The Angry Beavers (Nederlands gesproken), CatDog (Nederlands gesproken), Rugrats (Nederlands gesproken), Rocko's Modern Life en The Ren & Stimpy Show onder de naam Splat uitgezonden.

### 1 maart 2017: Nickelodeon 24 uur per dag bij andere providers
Sinds 1 maart 2017 is Nickelodeon ook weer 24 uur per dag via KPN, Telfort, Caiway, T-Mobile Nederland Thuis en Glashart Media.
En vanaf 24 maart ook via KPN Play.
Vanaf 2018 24 uur per dag bij Canal Digitaal.

## Uitzendtijden
Door de jaren heen is Nickelodeon vaak van uitzendtijd veranderd.
| 23 februari 2002 t.e.m. 31 augustus 2002   | Net5                      | Nickelodeon / Kindernet 1 | Nickelodeon / Kindernet 1 | Net5                      | Net5                      | Net5                      | Net5                      | Net5                      |             |             |             |
| 1 september 2002 t.e.m. 13 juli 2003       | Veronica                  | Nickelodeon / Kindernet 1 | Nickelodeon / Kindernet 1 | Nickelodeon / Kindernet 1 | Veronica                  | Veronica                  | Veronica                  | Veronica                  |             |             |             |
| 14 juli 2003 t.e.m. 15 september 2005      | Nickelodeon / Kindernet 1 | Nickelodeon / Kindernet 1 | Nickelodeon / Kindernet 1 | Nickelodeon / Kindernet 1 | Nickelodeon / Kindernet 1 | Nickelodeon / Kindernet 1 | Nickelodeon / Kindernet 1 | Nickelodeon / Kindernet 1 |             |             |             |
| 16 september 2005 t.e.m. 30 november 2006  | Nickelodeon               | Nickelodeon               | Talpa                     | Talpa                     | Talpa                     | Talpa                     | Nickelodeon               | Nickelodeon               |             |             |             |
| 1 december 2006 t.e.m. 15 december 2006    | Nickelodeon               | Nickelodeon               | Talpa                     | Talpa                     | Talpa                     | Talpa                     | Talpa                     | Talpa                     |             |             |             |
| 16 december 2006 t.e.m. 29 april 2007      | Nickelodeon               | Nickelodeon               | Nickelodeon               | Nickelodeon               | The Box Comedy            | The Box Comedy            | The Box Comedy            | The Box Comedy            |             |             |             |
| 30 april 2007 t.e.m. 13 februari 2011      | Nickelodeon               | Nickelodeon               | Nickelodeon               | Nickelodeon               | Comedy Central            | Comedy Central            | Comedy Central            | Comedy Central            |             |             |             |
| 14 februari 2011 t.e.m. 18 september 2015  | Nickelodeon               | Nickelodeon               | Nickelodeon               | Nickelodeon               | Nickelodeon               | TeenNick                  | TeenNick                  | TeenNick                  |             |             |             |
| 19 september 2015 t.e.m. 30 september 2015 | Nickelodeon               | Nickelodeon               | Nickelodeon               | Nickelodeon               | Nickelodeon               | TeenNick                  | Nickelodeon               | Nickelodeon               | Nickelodeon | Nickelodeon | Nickelodeon |
| 1 oktober 2015 t.e.m. 1 maart 2017         | Nickelodeon               | Nickelodeon               | Nickelodeon               | Nickelodeon               | Nickelodeon               | Spike                     | Spike                     | Spike                     |             |             |             |
| Sinds 1 maart 2017                         | Nickelodeon               | Nickelodeon               | Nickelodeon               | Nickelodeon               | Nickelodeon               | Nickelodeon               | Nickelodeon               | Nickelodeon               |             |             |             |

1 Nickelodeon en Kindernet wisselden elkaar af. In het begin kwam Nickelodeon enkel 's ochtends in het weekend, maar daar kwam snel verandering in. In 2003 was Kindernet enkel nog in de ochtend te zien als peuterblok. In 2004 kreeg de peuterblok de naam 'Nick Jr.'.

## Digitale kanalen
Nickelodeon heeft intussen drie digitale kanalen: Nick Jr., Nicktoons, Nick Music.

### Nick Jr.
Nick Jr. is gericht op de allerkleinsten en is in Nederland via de meeste digitale tv-pakketten te ontvangen. Door Canal Digitaal wordt een internationale versie doorgegeven (wel met Nederlands geluid).

### Nicktoons
Nicktoons zendt 24 uur per dag Nickelodeon-cartoons uit waaronder tekenfilms die niet langer te zien zijn op het hoofdkanaal. Het kanaal is in Nederland beschikbaar via de meeste digitale tv-pakketten.

### Nick Music
Nick Music, voorheen bekend als Nick Hits is een muziekzender die gericht is op tieners en kinderen, met muziek voor tieners en kinderen van 8 t/m 15 jaar. Het kanaal is in Nederland beschikbaar via de meeste digitale tv-pakketten.

## Website van Nickelodeon
De officiële website van Nickelodeon werd gebruikt om tekenfilms en series te bekijken en de tv-gids van alle kanalen te raadplegen. Het digitale aanbod is gratis te bekijken met advertenties. Een groot deel van dit aanbod wordt niet langer uitgezonden op het hoofdkanaal van Nickelodeon.
Inmiddels bestaat er geen aparte Nederlandse Nickelodeon site meer, deze is vervangen door een globale versie van nick.com
De website had vroeger ook een aanbod van online videospelletjes gebaseerd op de series en tekenfilms, deze zijn na het ontvangen van een nieuw uiterlijk niet meer beschikbaar. Andere landen hebben nog steeds de oude stijl met de spelletjes.
Buiten de website hebben ze ook een eigen YouTube, Facebook, en Instagram pagina.

## Alle programma's van Nickelodeon
- ANWB Explorers wordt niet meer uitgezonden
- Argai wordt niet meer uitgezonden
- Avatar alleen te zien op Nicktoons
- B-Daman Crossfire wordt niet meer uitgezonden
- Beyblade : Burst wordt niet meer uitgezonden
- Barnyard wordt niet meer uitgezonden
- Bella en de Bulldogs wordt niet meer uitgezonden
- Big Time Rush originele versie tijdens de avondprogrammering
- Bolts & Blip wordt niet meer uitgezonden
- Broodschappers alleen te zien op Nicktoons
- Chalkzone wordt niet meer uitgezonden
- Cheeese wordt niet meer uitgezonden
- Chica vampiro wordt niet meer uitgezonden
- Cool Factor wordt niet meer uitgezonden
- Creator Camp wordt niet meer uitgezonden
- Danny Phantom wordt niet meer uitgezonden
- De Boze Bevers wordt niet meer uitgezonden
- De Klas Uit! wordt niet meer uitgezonden
- De pinguïns van Madagascar wordt niet meer uitgezonden
- De Hathaways: Een geestige familie wordt niet meer uitgezonden
- Devichil wordt niet meer uitgezonden
- Domo Kun wordt niet meer uitgezonden
- Drake & Josh wordt niet meer uitgezonden
- El Tigre wordt niet meer uitgezonden
- The Fairly OddParents alleen te zien op Nicktoons
- Fanboy en Chum Chum wordt niet meer uitgezonden
- Fred: The Show wordt niet meer uitgezonden
- Game shakers enkel de Nederlandse versie tijdens de dagprogrammering
- Genie in the house wordt niet meer uitgezonden
- Geronimo Stilton wordt niet meer uitgezonden
- Groove High wordt niet meer uitgezonden
- Ghost Rockers wordt niet meer uitgezonden
- Hero Factory wordt niet meer uitgezonden
- Het Huis Anubis wordt niet meer uitgezonden
- HiHi met sisi wordt niet meer uitgezonden
- Hotel 13 wordt niet meer uitgezonden
- Henry Danger enkel de Nederlandse versie tijdens de dagprogrammering
- How To Rock wordt niet meer uitgezonden
- Huntik wordt niet meer uitgezonden
- Huize Herrie
- H2O: Just Add Water wordt niet meer uitgezonden
- iCarly originele versie tijdens de avondprogrammering
- I.N.K. wordt niet meer uitgezonden
- In Galop wordt niet meer uitgezonden
- Instant Mom wordt niet meer uitgezonden
- Invader Zim wordt niet meer uitgezonden
- Jimmy Neutron wordt niet meer uitgezonden
- Johnny Test wordt niet meer uitgezonden
- Kenan & Kel wordt niet meer uitgezonden
- Kids for Animals wordt niet meer uitgezonden
- Kung Fu Panda alleen te zien bij Nicktoons
- The League of Super Evil wordt niet meer uitgezonden
- Life with Boys wordt niet meer uitgezonden
- Logo Story wordt niet meer uitgezonden
- Lola & Virginia wordt niet meer uitgezonden
- Lucky Fred wordt niet meer uitgezonden
- Marvin Marvin wordt niet meer uitgezonden
- My Life as a Teenage Robot wordt niet meer uitgezonden
- My Parents Are Aliens wordt niet meer uitgezonden
- Ned's SurvivalGids wordt niet meer uitgezonden
- Make It Pop wordt niet meer uitgezonden
- Monsters vs. Aliens (met de personages uit de gelijknamige film) alleen te zien op Nicktoons
- Montana Jones wordt niet meer uitgezonden
- Nick Battle wordt niet meer uitgezonden
- Nicky, Ricky, Dicky & Dawn enkel de Nederlandse versie tijdens de dagprogrammering
- Nowhere Boys wordt niet meer uitgezonden
- Noobees
- N-Zine wordt niet meer uitgezonden
- Pot Kat
- Power Rangers: Samurai wordt niet meer uitgezonden
- Maggie en Bianca wordt niet meer uitgezonden
- Oggy en de kakkerlakken wordt niet meer uitgezonden
- Ricky Sprocket wordt niet meer uitgezonden
- Rien's Planeet wordt niet meer uitgezonden
- Robot and Monster wordt niet meer uitgezonden
- Rocket Monkeys wordt niet meer uitgezonden
- Rocket Power wordt niet meer uitgezonden
- Sam & Cat wordt niet meer uitgezonden
- Sanjay & Craig alleen nog te zien op Nicktoons
- Saved by the Bell wordt niet meer uitgezonden
- Shake iT! wordt niet meer uitgezonden
- See Dad Run wordt niet meer uitgezonden
- Speed Racer wordt niet meer uitgezonden
- School of Rock enkel de Nederlandse versie tijdens de dagprogrammering
- SpongeBob SquarePants
- Spotlight wordt niet meer uitgezonden
- Teenage Mutant Ninja Turtles alleen te zien op Nicktoons
- The Troop wordt niet meer uitgezonden
- The Haunted Hathaways wordt niet meer uitgezonden
- The Thundermans
- The Naked Brothers Band wordt niet meer uitgezonden
- The next step wordt niet meer uitgezonden
- Totally Spies wordt niet meer uitgezonden
- Transformers: Prime wordt niet meer uitgezonden
- True Jackson, VP wordt niet meer uitgezonden
- T.U.F.F. Puppy wordt niet meer uitgezonden
- Verknipt wordt niet meer uitgezonden
- Verhekst wordt niet meer uitgezonden
- Victorious originele versie tijdens de avond programmering
- Wayside wordt niet meer uitgezonden
- Wingin' It wordt niet meer uitgezonden
- Winx Club wordt niet meer uitgezonden
- Yo-kai Watch wordt niet meer uitgezonden
- Zoey 101 wordt niet meer uitgezonden
- ZOOP wordt niet meer uitgezonden